# خوزه‌می
خوزه‌می با نام کامل خوزه میگوئل گونزالس ری (انگلیسی: Josemi؛ زادهٔ ۱۵ نوامبر ۱۹۷۹) بازیکن فوتبال اهل اسپانیا است.
از باشگاه‌هایی که در آن بازی کرده‌است می‌توان به باشگاه فوتبال لیورپول، باشگاه فوتبال مالاگا، باشگاه فوتبال ویارئال، باشگاه فوتبال رئال مایورکا، و باشگاه فوتبال ایراکلیس ۱۹۰۸ اشاره کرد.
وی در مسابقات کشوری و بین‌المللی در مجموع برندهٔ ۳ مدال طلا، ۱ مدال نقره شده‌است.